# 天草市立下浦第一小学校
天草市立下浦第一小学校（あまくさしりつ しもうらだいいちしょうがっこう）は熊本県天草市にあった小学校。

## 沿革
- 1875年（明治8年）
  - 2月 下浦村字村に創立。
  - 3月 石場分教場設置
- 1879年（明治12年）
  - 1月 松崎に西校設立
  - 7月 東校（村）と西校（松崎）が合併
- 1883年（明治16年）6月 小手分教場設立
- 1885年（明治18年）2月 石場分教場、金焼に移転
- 1886年（明治19年）8月 西屋敷へ庵室から移転
- 1895年（明治28年）3月 小手分教場廃止
- 1905年（明治38年）4月 高等科併設
- 1908年（明治41年） 高等科廃止
- 1920年（大正9年）8月 高等科併置
- 1929年（昭和4年）5月 現在地へ移転
- 1941年（昭和16年）4月1日 下浦国民学校となる
- 1947年（昭和22年）4月1日 下浦村立下浦小学校となる
- 1948年（昭和23年）5月 金焼分校が下浦第二小学校として独立し、下浦村立下浦第一小学校となる
- 1954年（昭和29年）4月1日 本渡市立下浦第一小学校となる
- 2006年（平成18年）3月 天草市立下浦第一小学校となる
- 2012年（平成24年）3月 天草市立金焼小学校と統合し天草市立本渡東小学校となる。

## 学校周辺
- 八代海